# Наз (Швейцария)
Наз — бывший муниципалитет в районе Гро-де-Во в кантоне Во в Швейцарии.
Муниципалитеты Доммартина, Наз, Poliez-Ле-Гранд и Sugnens слились 1 июля 2011 года в новый единый муниципалитет Montilliez.

## История
Впервые Наз упоминался в 1200 как Нарс.

## География
Наз имеет площадь, по состоянию на 2009, 1,17 км². Часть этой области, точнее 0,81 км² или 69,2 % используется для сельскохозяйственных целей, а 0,25 км² или 21,4 % занято лесами. Остальная часть, 0,08 км², или 6,8 % застроена зданиями или дорогами.
Основой застроенной площади являются жилье и здания, которые составляют 3,4 % и транспортная инфраструктура с соотношением 3,4 %. Зеленая территория Наз покрыта тяжелым лесом. Из земель сельскохозяйственного назначения 53,8 % используется для выращивания сельскохозяйственных культур и 15,4 % — это пастбища.
Муниципалитет был частью района Echallens пока не был перенесен 31 августа 2006 года в новый район Гро-де-Во.

## Герб
В основу герба муниципалитета легли красный цвет и три лопаты вдоль поля.

## Демография
Naz имеет население (по состоянию на 2009) — 137 человек. По состоянию на 2008 год, 13,4 % населения являются иностранными гражданами-резидентами. За последние 10 лет (1999—2009) население увеличилось на 52,2 % (в том числе 33,3 % — миграционный прирост, 18,9 % — естественный прирост).
Большая часть населения (по состоянию на 2000) говорит на французском (87 чел. или 95,6 %), а остальные жители предпочитают немецкий.
29 человек (31,9 %) родились в Наз и жили там в 2000. Примерно 35 человек (38,5 %), которые родились в том же округе, 18 человек (19,8 %) родились в другом месте Швейцарии, а 6 человек (6,6 %) родились за пределами Швейцарии.

## Политика
В 2007 году на федеральных выборах выиграла партия СВП, которая получила 39,74 % голосов. Следующими тремя самыми популярными партиями являются Зеленая Партия (24.07 %), СП (16.64 %) и КПК партия (6.62 %). В общей сложности на федеральных выборах были отданы 39 голосов и явка избирателей составила 52,0 %.

## Экономика
По состоянию на 2010, в Наз уровень безработицы составил 3 %. По состоянию на 2008 год было 11 человек, занятых в первичном секторе экономики и около 4 предприятий, участвующих в этом секторе. 1 человек был нанят в третичном секторе, в 1 бизнесе этого сектора. 43 жителей муниципалитета были наняты в специализированные рабочие места.

## Религия
ПО данным переписи в 2000 году, 17 человек (18,7 %) были римско-католическими, в то время как 56 (61,5 %) склонялись к швейцарской Реформатской церкви. 15 человек (16,48 %) не относились к церквям и являются агностиками или атеистами, и 3 человека (3,3 %) не ответили на этот вопрос.

## Образование
В Наз около 29 человек (31.9 %) населения завершили не обязательное среднее образование, и 15 человек (16.5 %) завершили дополнительное высшее образование (либо университет или вуз). Из 15 людей, которые закончили высшее образование, 46,7 % были мужчины, 40,0 % были женщины.